# بیمارستان آلوئه سابو
بیمارستان آلوئه سابو (به لاتین: Aloei Saboe Hospital) یک بیمارستان در اندونزی است که در Jl. Prof. Dr. H. Aloei Saboe No. 92, Wongkaditi, Gorontalo (city) واقع شده‌است.